# Erzsébet Kocsis
Erzsébet Kocsis (geboren am 11. März 1965 in Győr), verheiratete Erzsébet Sári, ist eine ungarische Sportfunktionärin und ehemalige Handballspielerin. Sie war Welthandballerin des Jahres 1995.

## Vereinskarriere
Kocsis spielte zwischen 1982 und 1989 in Ungarn in der ersten Mannschaft von Győri ETO KC. Nachdem Kocsis anschließend bis 1999 für Dunaferr SE aufgelaufen war, lief sie eine Saison für Kiskőrösi KC auf, bevor sie anschließend ihre Karriere beendete. Im Jahr 2009 gab Kocsis ein kurzes Comeback bei Dunaferr SE, der zum damaligen Zeitpunkt unter finanzielle Schwierigkeiten litt.
Mit ihrem Verein Dunaferr SE gewann sie die ungarische Meisterschaft in der Nemzeti Bajnokság I und den ungarischen Pokal (Magyar Kupa) Jahre 1998 und 1999. Bei internationalen Vereinswettbewerben gewann sie den Europapokal der Pokalsieger 1995, den EHF-Pokal 1998, die EHF Champions League 1999 und die EHF Champions Trophy 1999.

## Auswahlmannschaften
Im Aufgebot der ungarischen Nationalmannschaft gewann sie die Bronzemedaille bei den Olympischen Sommerspielen 1996 und belegte den zweiten Platz bei der Weltmeisterschaft 1995. In 125 Länderspielen erzielte sie 328 Tore.

## Ehrungen
Sie war zwei Mal ungarische Handballerin des Jahres (1992 und 1994). Im Jahr 1995 wurde sie zur Welthandballerin des Jahres gewählt.

## Privates
Erzsébet Kocsis ist verheiratet und hat eine Tochter. Bei Dunaújvárosi Kohász KA, dem Nachfolgeverein von Dunaferr SE, ist sie als technische Direktorin tätig.